# 红山魁星楼
红山魁星楼，位于中国甘肃省高台县，为一个省级文物保护单位，类型为古建筑。
红山魁星楼的历史年代为明、清。